# Ye-150 (航空機)
Ye-150ファミリー
Ye-152-2の改修型であるYe-152M (E-166は誤り)
- 用途：迎撃機
- 分類：試作機
- 設計者：ミコヤン・グレビッチ設計局
- 製造者：ミコヤン・グレビッチ設計局
- 運用者：ソ連防空軍
- 初飛行：Ye-152A 1959年7月10日、Ye-150 1960年7月8日、Ye-152 1961年4月21日
- 生産数：Ye-152A×1機、Ye-150×1機、Ye-152×2機、
- 運用状況：退役
- 派生型：Ye-155

Ye-150、ミコヤン・グレヴィッチ Ye-150 ファミリー（Mikoyan-Gurevich Ye-150 family）は、1955年以降、ソ連のミコヤン・グレヴィッチ設計局（MiG）によって設計・製造された、一連の試作迎撃機である。

## 設計と開発
自動迎撃を行う重迎撃機に対するソ連防空軍(PVO)の要求を満たすために、MiG設計局は、後退翼のI-3シリーズ(別名 I-380、I-410、I-420)から始まり、I-7やI-75まで続く、大型戦闘機のシリーズを開発した。超音速迎撃速度と重航空システムを運ぶ能力の要件は、機体サイズを決定した。Ye-150と、レイアウトが似ているMiG-21Fとを比較すると、それぞれ、12,345kgと4,819kgの重量、18.14mと15.76mの全長であった。
MAP(航空産業省)は、新迎撃機のプロトタイプの製造にあたって、MiG設計局に、K-6、K-7、K-8、K-9、無誘導ロケット、または、自由に指向可能な2門の機関砲のいずれかで武装するように命じた。迎撃ポイントへの自動誘導は、ウラガン-5統合兵器システム（ウラガンはロシア語で「暴風」の意）によって提供された。

## バリエーション
Ye-150
Ye-150と指定された最初のミサイル武装バージョンは、システムの広範な地上チェックと飛行可能なエンジンの開発の遅れの後、Ye-150 ファミリーの内では二番目の、1960年7月8日に初飛行した。飛行試験はゆっくりと進行し、R-15エンジンの非常に短い寿命、エルロンバフェット、ブレーキパラシュート故障、エンジンアクセサリーギアボックスの崩壊、の問題によって妨げられた。42回以上のメーカーの飛行試験は、非常に高い上昇率、印象的な最高速度(高度19,100 mでマッハ2.65)、および、低くとも高度21,000 mという驚異的な上昇限度を明らかにした。Ye-150では、生産が認可されていなかったが、兵器システムの設置が行われ、Ye-151とYe-152で開発は継続された。
Ye-151
砲武装バージョンのYe-151は、Ye-150と並行して設計されたが、実機製造段階には進まなかった。兵器システムは2門のTKB-495またはマカロフTKB-539砲で構成されていたもので、2,000発/分の発射速度を持つ、傾斜台の回転リングに取り付けられた。マウントは±30°傾けることができ、取り付けリングは360°回転することができ、取り付けリングの中心線の周りの60°の円錐形の範囲を攻撃可能であった。リングターレットに対応するために拡張された空気取り入れ口は、実際に空気力学的および入口性能を向上させることが風洞試験で確認され、入口リップを形成する回転リングで延長された。拡張・延長された空気取り入れ口は、砲装備を無くしたうえで、後の全てのYe-150シリーズの航空機にも採用された。砲を取り付けた空気取り入れ口を備えたトンネルのさらなるテストは、砲が偏向したときに機首に加わる不安定な力を明らかにし、正確に指向することが不可能になり、さらなる発展を妨げた。研究は、Ye-151-2として、不安定な瞬間を減らすために、コックピットの後方に砲の設置を行ったが、良い結果が得られなかった。
Ye-152
単発エンジンバージョンの、Ye-152-1とYe-152-2の、2機のYe-152は、改良されたR-15-300エンジンで完成したが、エンジンの信頼性は依然として問題であり、開発飛行、兵器システムテスト、世界記録飛行のみが行われた。エンジンの信頼性が低く、意図したK-9 /ウラガン-5B兵器システムのキャンセルにより、Ye-152プログラムは終了した。より大きな面積を持つクリップドデルタ翼は、大型のK-80またはK-9ミサイルを翼端発射機に搭載することを、可能にした。
世界記録の飛行は、1961年と1962年に、最初のプロトタイプであるYe-152-1によって行われ、国際航空連盟(FAI)に「Ye-166」として登録された。
2機目のYe-152-2は、Ye-152Mへの改造のためにミコヤンに戻され、前方胴体の両側にカナード軸が付いた。Ye-152Mはモニノ空軍博物館に引退し、Ye-166として誤って表示された。
Ye-152A
Ye-152AはYe-152の双発エンジンバージョンで、その一般的なレイアウトを共有していたが、改設計された後部胴体に並んで取り付けられたターボジェットエンジン2基を使用した。エンジンの変更は、R-15エンジンの信頼性が非常に低いことから必要とされ、大きなベントラルフィンを持つ後部胴体の拡大につながった。機体の大部分はYe-152と同じで、Ye-151 砲武装バージョンの試験中に有利であることが判明した、拡張型空気取り入れ口と胴体を組み込んだ。
MiG-21F/P/Uにも使用され、十分に完成され信頼性の高いR-11F-300エンジンを使用したため、Ye-152Aは、Ye-150 ファミリーの内では一番早く、1959年7月10日に初飛行し、1965年に墜落するまでミコヤン・グレビッチ試験場で試験任務を続けた。
武装は、TsKBアルマズTsP-1射撃制御レーダーを搭載したYe-152-9-V兵器システムの一部としての、2発のK-9 (K-155) ビームライディング誘導長距離空対空ミサイルの予定であった。
Ye-152Aは、1961年のツシノ航空ショーでのフライパスの後に、NATO名「フリッパー」を割り当てられ、また誤って「MiG-23」として識別された。
Ye-152P
より信頼性の高いR-15-300エンジンを搭載し、ウラガン-5B兵器制御システムを使用し、K-80大型長距離空対空ミサイルを搭載した開発案。
Ye-152M
Ye-152-2は、前部胴体の両側に小さなカナードと、軸対称収束発散ノズルを搭載したR-15-300エンジンを搭載し、後部胴体の周りのエジェクターリングを分配できるように、Ye-152Mに改造するためにミコヤンに返納された。最初の飛行試験の後、カナードは取り付け構造を残して取り外された。R-15エンジンとウラガン兵器システムのさらなるテストに使用された後、Ye-152Mは誤った指定形式Ye-166と、姉妹機Ye-152-1によって認定された世界記録を与えられて、モニノ空軍博物館に引退した。
Ye-166
Ye-152-1の架空の指定形式で、国際航空連盟(FAI)で世界記録を登録するときに使用された。また、モニノ空軍博物館で展示されるYe-152Mにも適用された。
MiG-23
1961年のツシノでの展示後、西側の情報監視団がYe-152Aに誤って指定した型式。
J-8
Ye-152Aの影響を受けて、中国で開発された、高々度高速戦闘機。J-7を基に双発大型化する手法で開発された。

## ウラガン-5
ウラガン-5自動兵器システムの開発は、迎撃基地から100～120 kmの範囲の、10,000-25,000 mの高度を、1,600-2,000 km/hの速度で飛行する超音速爆撃機を、十分な警告の上で迎撃する目的で、1955年に閣僚理事会によって開始された。
このシステムは、地上レーダーに依存して、迎撃機を、標的と、搭載レーダーと武器照準システムによる迎撃に誘導し、以下のコンポーネントを使用して任務を完了する、高解像度の地上レーダーシステムであり、345 kmの範囲で正確な位置と高さのデータを提供した。
- アクティブな尋問システム(SAZO)
- 自動案内設備
- デジタル制御コンピューター
- コマンド データ リンク (SPK)
- 空中レーダー(最小検出範囲25 km)
- オートパイロット
- 武器を狙うコンピュータ(SRP)

を搭載したインターセプター戦闘機
- ミコヤン・グレヴィッチ Ye-150
- ミコヤン・グレヴィッチ Ye-151
- ミコヤン・グレヴィッチ Ye-152
- ミコヤン・グレヴィッチ Ye-152A
- ミコヤン・グレヴィッチ Ye-150P
- ミコヤン・グレヴィッチ Ye-150M

以下の武装オプションが含まれる
- 傾斜回転式台座の30 mm機関砲×2
- 無誘導ロケット
- K-6 空対空ミサイル×2
- K-7 空対空ミサイル×2
- K-8 空対空ミサイル×2
- K-9 空対空ミサイル×2

航空機部品用の電子部品、ミサイル、およびツマンスキー R-15エンジンの開発の遅れの組み合わせは、1962年にYe-150に取り付けられたウラガン-5システムにつながった。

## 仕様 (Ye-152-1)
- 乗員: 1名
- 全長:19.656 m
- 翼幅:8.793 m
- 翼面積:40.02 m
- 空虚重量:10,900 kg
- 最大離陸重量:14,350 kg
- エンジン:ツマンスキーR-15-300 アフターバーナー付きターボジェットエンジン×1基、ドライ推力 66.7 kN(15,000 lbf)、アフターバーナー使用時推力 99.6 kN(22,400 lbf)

## 性能
- 最高速度:3,030 km/h（マッハ 2.85、高度15,400 m）
- 航続距離:1,470 km
- 上昇限度:22,680 m
- 上昇率:62.5 m/s

## 武装
- 機銃:AM-23 23 mm機関砲×2 (Ye-151)
- ミサイル:
  - K-6 空対空ミサイル×2
  - K-7 空対空ミサイル×2
  - K-8 空対空ミサイル×2
  - K-9 空対空ミサイル×2
- アビオニクス
  - ウラガン-5兵器制御システム